# Xenia (film)
Xenia (gr. Ξενία) – grecko-francusko-belgijski dramat filmowy z 2014 roku w reżyserii i według scenariusza Panosa H. Koutrasa.

## Fabuła
Szesnastoletni Danny  przyjeżdża do Aten i spotyka się ze swoim starszym bratem 18-letnim Odysseasem. Jest homoseksualistą. Niedawno zmarła ich matka, która była Albanką. Bracia nie mają obywatelstwa greckiego i grozi im deportacja. Jedyną szansą dla nich staje się odnalezienie ojca Greka, który porzucił rodzinę, kiedy jeszcze byli dziećmi. Odysseas marzy, aby wystąpić w programie telewizyjnym dla młodych wokalistów i zostać gwiazdą w Grecji. 

## Premiera
Światowa premiera filmu miała miejsce 19 maja 2014 podczas 67. MFF w Cannes, gdzie został zaprezentowany w ramach sekcji "Un Certain Regard". Polska premiera filmu odbyła się 27 lipca 2014 podczas 16. MFF Nowe Horyzonty we Wrocławiu

## Obsada
- Kostas Nikouli jako Danny
- Nikos Gelia jako Odysseas
- Yannis Stankoglou jako Lefteris
- Marissa Triandafyllidou jako Vivi
- Aggelos Papadimitriou jako Tassos
- Romanna Lobats jako Maria-Sonia
- Patty Pravo jako Patty Pravo

## Nagrody i nominacje
MFF w Chicago
- nagroda: Q Hugo dla najlepszego filmu

MFF w Gijón
- specjalna nagroda jury dla filmu

W 2015 film otrzymał sześć nagród Greckiej Akademii Filmowej, w tym dla najlepszego filmu i reżysera. W tym samym roku został wyselekcjonowany jako grecki kandydat do Oscara dla najlepszego filmu nieanglojęzycznego, ale ostatecznie nie uzyskał nominacji.